# Hawthorne (Nevada)
Hawthorne és un concentració de població designada pel cens dels Estats Units i seu del comtat de Mineral a l'estat de Nevada. Segons el cens del 2023 tenia 3.534 habitants.

## Demografia
Segons el cens del 2000, Hawthorne tenia 3.311 habitants, 1.465 habitatges, i 937 famílies La densitat de població era de 862,9 habitants per km².
Dels 1.465 habitatges en un 24,9% hi vivien nens de menys de 18 anys, en un 46,4% hi vivien parelles casades, en un 11,2% dones solteres, i en un 36,0% no eren unitats familiars. En el 31,2% dels habitatges hi vivien persones soles el 15,2% de les quals corresponia a persones de 65 anys o més que vivien soles. El nombre mitjà de persones vivint en cada habitatge era de 2,25 i el nombre mitjà de persones que vivien en cada família era de 2,74.
Per edats la població es repartia de la següent manera: un 22,9% tenia menys de 18 anys, un 6,6% entre 18 i 24, un 22,4% entre 25 i 44, un 27,5% de 45 a 64 i un 20,6% 65 anys o més.
L'edat mediana era de 43,7 anys. Per cada 100 dones hi havia 97,79 homes. Per cada 100 dones de 18 o més anys hi havia 96,16 homes.
La renda mediana per habitatge era de 34.413 $ i la renda mediana per família de 41.733 $. Els homes tenien una renda mediana de 31.344 $ mentre que les dones 25.058 $. La renda per capita de la població era de 17.830 $. Aproximadament el 8,6% de les famílies i el 10,8% de la població estaven per davall del llindar de pobresa.

## Poblacions properes
El següent diagrama mostra les poblacions més properes.